# Achoerus ferox
Achoerus ferox är en plattmaskart som beskrevs av Beklemischev 1937. Achoerus ferox ingår i släktet Achoerus och familjen Anaperidae. Inga underarter finns listade i Catalogue of Life.